# Resolutie 1212 Veiligheidsraad Verenigde Naties
Resolutie 1212 van de Veiligheidsraad van de Verenigde Naties werd op 25 november 1998 met dertien stemmen voor en twee onthoudingen (China en Rusland) aangenomen door de VN-Veiligheidsraad, en verlengde de MIPONUH-politiemissie in Haïti met een jaar.

## Achtergrond
Na decennia onder dictatoriaal bewind won Jean-Bertrand Aristide in december 1990 de verkiezingen in Haïti. In september 1991 werd hij met een staatsgreep verdreven. Nieuwe verkiezingen werden door de internationale gemeenschap afgeblokt waarna het land in de chaos verzonk. Na Amerikaanse bemiddeling werd Aristide in 1994 in functie hersteld.

## Inhoud

### Waarnemingen
De VN-politie, de Internationale Civiele Missie en het VN-Ontwikkelingsprogramma speelden een sleutelrol in Haïti door te helpen met de opbouw van een politiemacht en het herstel van de democratie en justitie. De politie in het land werd verder geprofessionaliseerd, zoals voorzien in het Ontwikkelingsplan voor de Haïtiaanse Nationale Politie 1997-2001. Vrede en ontwikkeling hangen samen en internationale hulp bleef nodig in Haïti. Daarom was men bezorgd over de politieke stilstand.

### Handelingen
Het belang van een goed werkende politie werd benadrukt. Op vraag van Haïti zelf werd het mandaat van MIPONUH verlengd tot 30 november 1999. Secretaris-generaal Kofi Annan werd gevraagd elke drie maanden over de missie te rapporteren. Men was ook niet van plan de missie na 30 november 1999 verder te verlengen. Verdere steun moest aan andere internationale organisaties gevraagd worden. De Haïtiaanse politieke leiders werden ten slotte aangezet verder te onderhandelen om de crisis te beëindigen en om het justitiesysteem, en in het bijzonder de strafinstellingen, te hervormen.

## Verwante resoluties
- Resolutie 1123 Veiligheidsraad Verenigde Naties
- Resolutie 1141 Veiligheidsraad Verenigde Naties
- Resolutie 1277 Veiligheidsraad Verenigde Naties (1999)
- Resolutie 1529 Veiligheidsraad Verenigde Naties (2004)

Lijst ·  1147 ·  1148 ·  1149 ·  1150 ·  1151 ·  1152 ·  1153 ·  1154 ·  1155 ·  1156 ·  1157 ·  1158 ·  1159 ·  1160 ·  1161 ·  1162 ·  1163 ·  1164 ·  1165 ·  1166 ·  1167 ·  1168 ·  1169 ·  1170 ·  1171 ·  1172 ·  1173 ·  1174 ·  1175 ·  1176 ·  1177 ·  1178 ·  1179 ·  1180 ·  1181 ·  1182 ·  1183 ·  1184 ·  1185 ·  1186 ·  1187 ·  1188 ·  1189 ·  1190 ·  1191 ·  1192 ·  1193 ·  1194 ·  1195 ·  1196 ·  1197 ·  1198 ·  1199 ·  1200 ·  1201 ·  1202 ·  1203 ·  1204 ·  1205 ·  1206 ·  1207 ·  1208 ·  1209 ·  1210 ·  1211 ·  1212 ·  1213 ·  1214 ·  1215 ·  1216 ·  1217 ·  1218 ·  1219